# 送我上青云
《送我上青云》（英語：Send Me To The Clouds），是一部于2019年中國大陸上映的剧情电影。由姚晨、李九霄、杨新鸣、吴玉芳和梁冠华领衔主演，19年8月16日于大陆上映。

## 剧情
盛男（姚晨饰）独立上进有追求，渴望真爱却仍孑然一身。一次意外发现自己患上了卵巢癌，需要进行手术，但父亲出轨，母亲幼稚，家庭给不了她可能的支持，她不得不接受一份自己不喜欢的工作去筹手术费。天生骄傲的盛男，在生死关头才发现成年人想生存的体面比想象中还艰难，在一次又一次的希望与绝望中，最终用自己的方式和世界和解。

## 演员
| 演员姓名 | 角色名称 | 介绍 |
| 姚晨     | 盛男     |      |
| 李九霄   | 毛毳     |      |
| 杨新鸣   | 李平父亲 |      |
| 吴玉芳   | 梁美枝   |      |
| 梁冠华   | 李平     |      |
| 袁弘     | 刘光明   |      |

## 评价
影评人蔡宗城：“很难在荧幕上看到这样的女性形象：不是男性凝视的产物，也不迎合简单的男女对立，而是真正直面一个女性的欲望，表现她如何处于社会规训又反抗规训的过程。《送我上青云》里的盛男，是一个难得的例子。导演滕丛丛说这部电影，“从女性视角来讲一个女性的心理路程”，盛男最后做的是三个字：不依附。她和她母亲都在一个寻找的路上，都渴望打破什么，最后母亲的自我仍建立在一定的依附性上，而盛男以那个吻为标志，她走的是一条不依附的道路，欲望是我的，身体也是我的，我做的一切是基于我的自由意志，而不是迎合某一套观念。”